# Byhøj von Nørhå

Lage von Nørhå

Der Byhøj von Nørhå ist eine eisenzeitliche Siedlung vom Typ Byhøj. Er liegt etwa sieben Kilometer westlich von Snedsted in Thy in Dänemark.
Die Erkenntnisse über die Byhøj-Häuser aus der Eisenzeit in Thy sind das Ergebnis von Ausgrabungen, die in den 1920er Jahren begannen. Das erste Haus wurde 1922 in Ginderup in der Nähe von Vestervig ausgegraben, wo heute eine Rekonstruktion des „Jernalderboplads“ (deutsch „Eisenzeitwohnplatz“) zu besichtigen ist. Mehrfache Untersuchungen in Ginderup, Hurup, Nørhå und Vestervig haben eine Reihe Fragen beantwortet.
Die Häuser der Orte sind gut konserviert, weil sie niedergebrannt wurden und ihre Dächer über der Brandstelle einstürzten. Bemerkenswert ist, dass die neuen Häuser auf dem planierten Gelände der Althäuser errichtet wurden, wodurch regelrechte Byhøje (= Stadthügel) vergleichbar den Tellsiedlungen Südosteuropas entstanden.
Die Ost-West-orientierten Langhäuser mit Wänden aus Grassoden, deren Wohnbereich mit Lehmboden und Feuerstelle im Osten lag, hatten im Westen einen Stallbereich mit Erdboden. Es gab auch einige kleine quadratische Häuser.
Die Ausgrabung der abgebrannten Häuser von Nørhå gab Auskünfte über die Form, über organisches Material wie Holz und Textil und über Keramiken. Aus Nørhå stammen die seltenen großen, viereckigen Tongefäße, die man heute im Thisted-Museum findet.